# Шифр
Шифр (від араб. صفر, ṣifr «нуль», звідки фр. chiffre «цифра»; споріднене до слова цифра), код  - сукупність алгоритмів криптографічних перетворень (шифрування), що відображають множину можливих відкритих даних на множину можливих зашифрованих даних, і зворотних їм перетворень.
Важливим параметром будь-якого шифру є ключ - параметр криптографічного алгоритму, що забезпечує вибір одного перетворення із сукупності перетворень, можливих для цього алгоритму. У сучасній криптографії передбачається, що вся секретність криптографічного алгоритму зосереджена в ключі, а не деталях самого алгоритму (принцип Керкгоффса).
Шифри поділяють на такі, для яких теоретично дешифрування не можливе, і ті, для яких дешифрування не можливе практично, а за структурою ключів на симетричні і асиметричні в залежності від того, чи збігається ключ шифрування з ключем розшифрування. Симетричні шифри своєю чергою підрозділяються на блокові та потокові.
До найдавніших відомих шифрів можна віднести перестановочний шифр та підстановочний шифр. Вони рідко використовуються, бо мають, у своїй більшості, слабку криптостійкість.
Прикладом сучасного шифру є AES, Twofish.
У сучасній літературі шифри поділяють на симетричні та асиметричні, блочні та потокові.
Шифри застосовуються для секретного листування дипломатичних представників (послів, аташе та ін) зі своїми урядами, а також у збройних силах для передачі наказів, розпоряджень, донесень. Шифрування проводиться шляхом заміни цілих фраз, слів, складів або окремих літер цифрами або літерами в різних комбінаціях на основі заздалегідь прийнятої системи, що є відповідно ключем для розшифровки тексту. Застосовується також подвійний шифр, що вимагає подвійної розшифровки за допомогою двох ключів. Шифр не завжди гарантує абсолютну таємницю секретного листування, тому що навіть до дуже складних шифрів може бути підібраний ключ шляхом розрахунків, обчислень повторюваності окремих знаків тощо.

## Сучасні типи шифрування
За типом ключа, який використовується при шифруванні, розрізняють:
- Шифрування з симетричним ключем - той самий ключ використовується при шифруванні та дешифруванні.
- Шифрування з асиметричним ключем - для шифрування та дешифрування використовуються різні ключі.

За типом вхідних даних розрізняють:
- Блокове шифрування - відбувається шифрування окремих блоків даних заданого розміру
- Потокове шифрування - безперервне шифрування суцільного потоку даних, у міру їх надходження

### Асиметричні шифри
- RSA
- Elgamal
- Еліптична криптографія - криптосистема на основі еліптичних кривих

### Блочні шифри
- ГОСТ 28147-89
- AES (Rijndael)
- CAST-128
- CAST-256
- Blowfish
- Twofish
- DES
- DESX
- Triple DES
- IDEA
- MARS
- RC2
- RC5
- RC6
- Serpent
- Safer+
- TEA
- 3-WAY
- WAKE
- FROG
- Skipjack

### Потокові шифри
- RC4
- A5